# Theodor Oberländer

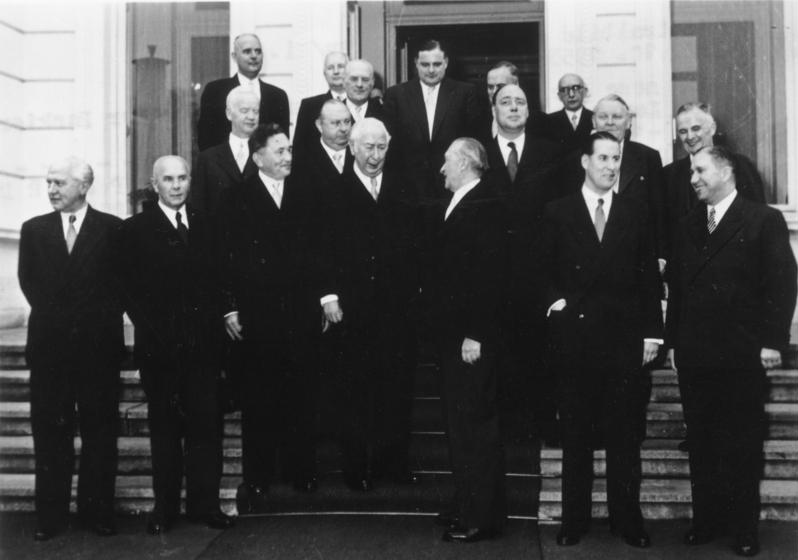
Theodor Oberländer wśród członków rządu Konrada Adenauera

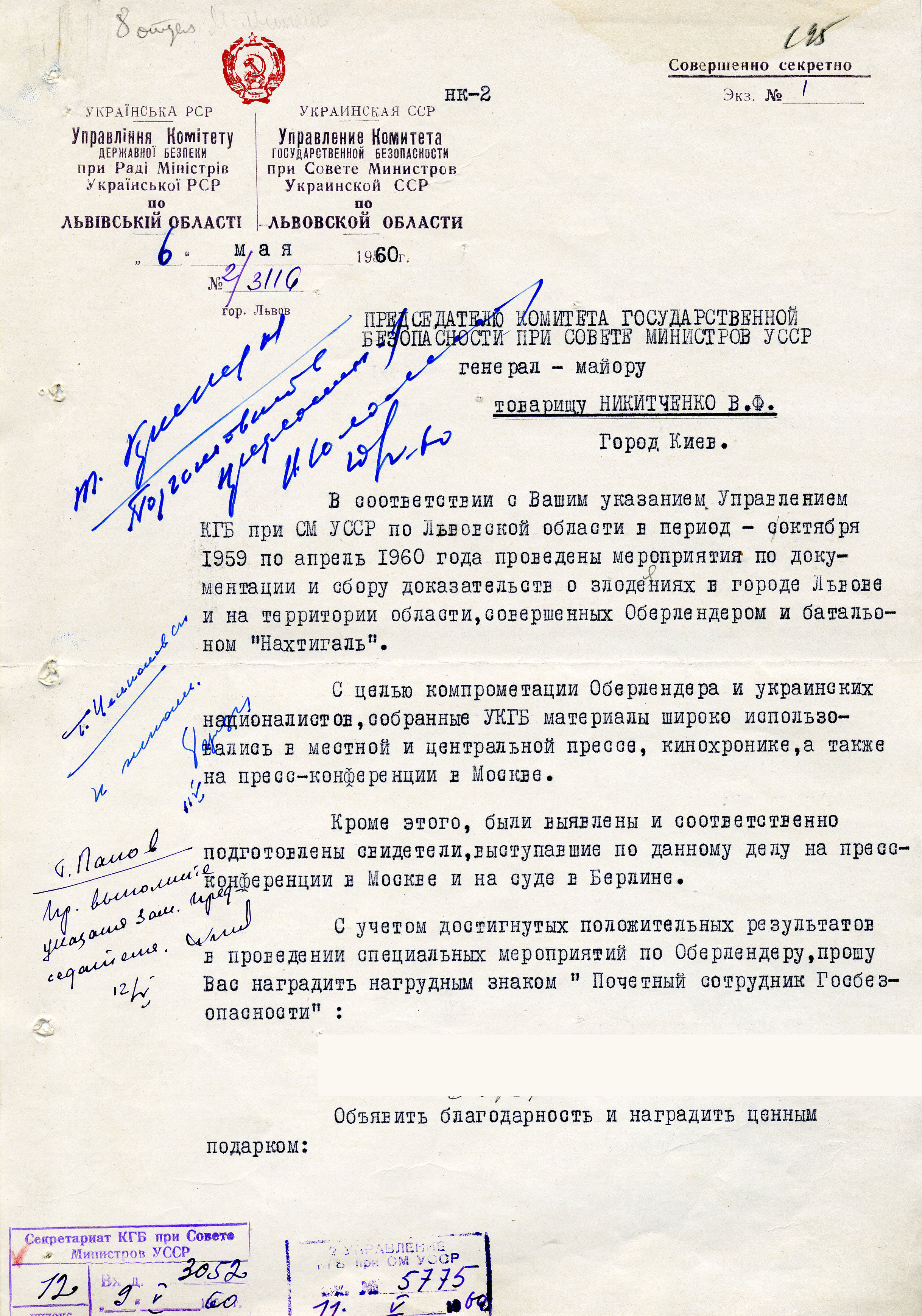
Dokument KGB dotyczący akcji dezinformacyjnej

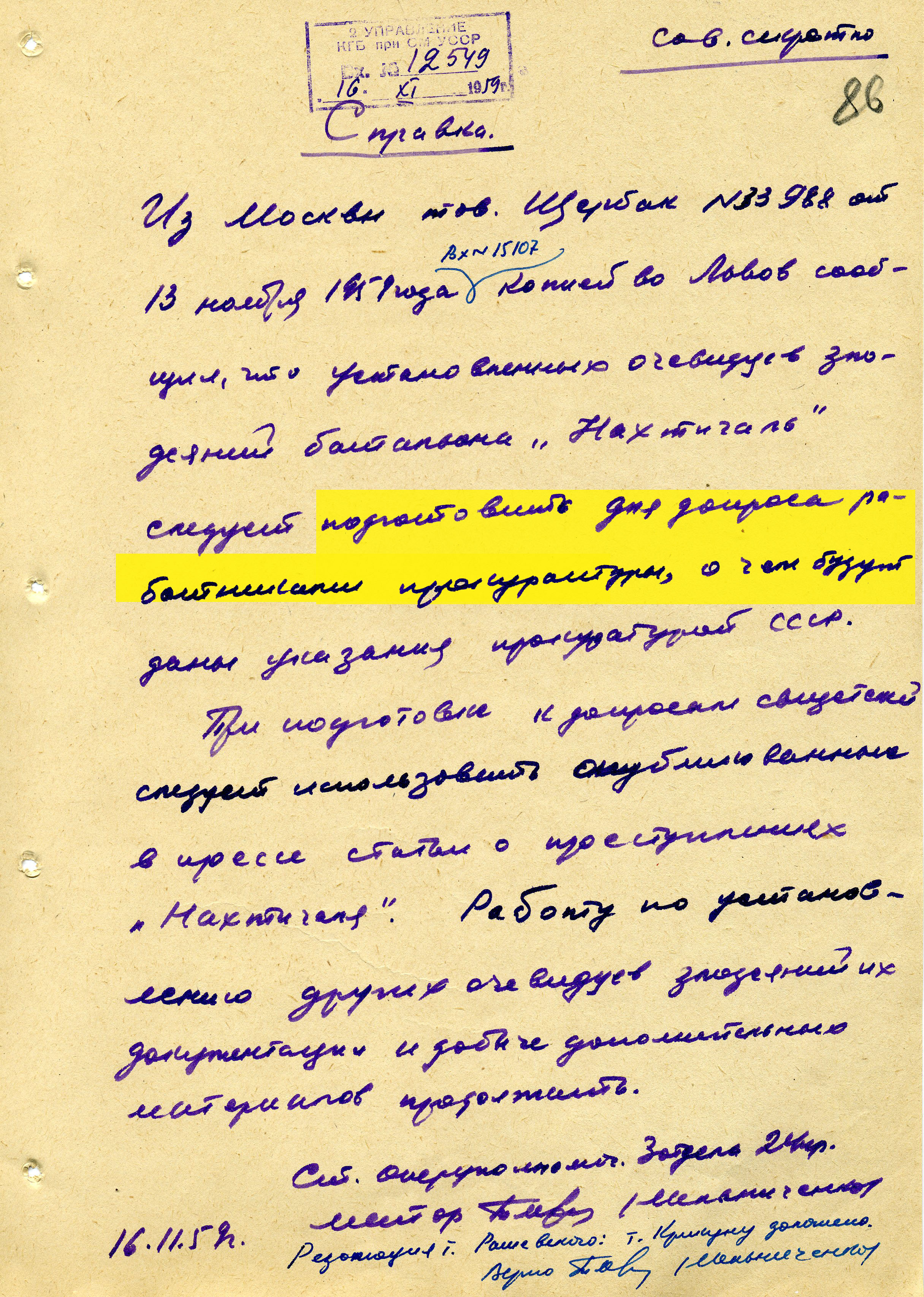
Dokument KGB dotyczący akcji dezinformacyjnej

Theodor Oberländer (ur. 1 maja 1905 w Meiningen, zm. 4 maja 1998 w Bonn) – profesor ekonomii na Uniwersytecie Albrechta w Królewcu, oficer Abwehry, organizator Legionu Ukraińskiego, oficer łącznikowy Abwehry przy batalionie „Nachtigall”, naukowiec „Ostforschung”, Reichsleiter niemieckiej organizacji rewizjonistycznej Bund Deutscher Osten w latach 1933–1937, minister ds. wypędzonych, uciekinierów i poszkodowanych przez wojnę w rządzie kanclerza Konrada Adenauera (1953–1960).

## Życiorys
Był synem tajnego radcy Oskara Oberländera. W czasie studiów uczestniczył w listopadzie 1923 w nieudanym puczu Hitlera-Ludendorffa jako członek tzw. Czarnej Reichswehry. Doktoryzował się w roku 1929 z zagadnień ekonomiki rolnej. Współpracował z niemiecko-sowieckim przedsiębiorstwem Deutsch-Russische Saatbau AG (DRUSAG) finansowanym od strony niemieckiej przez koncern Friedrich Krupp AG, wyjeżdżał w związku z tym do ZSRR (na Kubań i Ukrainę sowiecką). W latach 1930–1932 odbył podróże połączone z praktykami do ZSRR, Turcji, Chin, Japonii, Kanady i Stanów Zjednoczonych.
Po powrocie do Niemiec zainteresował się zagadnieniami związanymi ze wschodnią Europą, szczególnie problematyką ludnościową i rolniczą. W latach 1928/1929 w Wyższej Szkole Rolniczej w Berlinie napisał doktorat pt. Die landwirtschaftlichen Grundlagen des Landes Litauen. Objął stanowisko kierownika volkistowskiej organizacji młodzieżowej Adler und Falken, w ramach której organizował wieczorki dyskusyjne i wycieczki na tereny Litwy. Zainteresowania wschodem zbliżyły go do środowiska naukowego związanego z Ostforschung. Dnia 1 maja 1929 roku został asystentem wolontariusza w Institut für Ostdeutche Wirtschaft w Królewcu.
Po dojściu Hitlera i NSDAP do władzy, 1 maja 1933 Oberländer wstąpił do NSDAP (nr 2 331 552) gdzie został kierownikiem „wydziału pogranicznego” w okręgu Prusy Wschodnie. 17 grudnia 1933 habilitował się na królewieckim uniwersytecie i został mianowany dyrektorem Instytutu Gospodarki Wschodnioeuropejskiej (niem. Institut für Osteuropäische Wirtschaft) tego Uniwersytetu. Z racji stanowiska współpracował m.in. z Instytutem Naukowo-Badawczym Europy Wschodniej w Wilnie (bezpośrednio z doc. Stanisławem Swianiewiczem, szefem Referatu Gospodarczego Instytutu). Opublikował wówczas (1935) pracę Przeludnienie agrarne Polski (niem. Die agrarische Überbevölkerung Polens).
Jednocześnie objął w 1933 funkcję Reichsleitera nazistowskiej organizacji Bund Deutscher Osten zajmującej się germanizacją mniejszości polskiej w przedwojennych Niemczech. Obie funkcje sprawował do 1937, gdy został profesorem Uniwersytetu w Greifswaldzie, a następnie w roku 1938 rozpoczął pracę w Abwehrze (Wydział II) jako ekspert do spraw Europy Wschodniej.

### II wojna światowa
W roku 1940 objął katedrę nauk o państwie (niem. Staatswissenschaften) na niemieckim uniwersytecie w Pradze (wówczas Protektorat Czech i Moraw), w początkach 1941 został dziekanem wydziału prawa i nauk o państwie (niem. Rechts- und Staatswissenschaftlichen Fakultät). Od listopada 1940 służył w Abwehrstelle Krakau jako oficer odpowiedzialny za sprawy ukraińskie. Wtedy przebywał również kilkakrotnie we Lwowie, w związku z repatriacją Niemców z tego miasta realizowaną w ramach akcji Heim ins Reich.
W roku 1941 był oficerem łącznikowym Abwehry przy złożonym z Ukraińców i Niemców batalionie „Nachtigall” pułku Brandenburg. Wbrew upowszechnianej w latach 1959–1989 wersji sowieckiej, żołnierze batalionu nie brali udziału w nocy z 3 na 4 lipca 1941 w aresztowaniu profesorów lwowskich i w ich egzekucji. Ogólne wytyczne przeprowadzania tego rodzaju akcji podjęto niewątpliwie na najwyższym szczeblu hierarchii Trzeciej Rzeszy. Egzekucja polskich naukowców, wykładowców uczelni lwowskich, została faktycznie dokonana nad ranem 4 lipca 1941 przez Einsatzkommando zur besonderen Verwendung, specjalną jednostkę policyjną Sicherheitsdienst – policji bezpieczeństwa III Rzeszy, pod dowództwem SS-Brigadeführera dr Eberharda Schöngartha i oddział Geheime Feldpolizei dowodzony przez Hauptsturmführera Hansa Krügera, w ramach polityki unicestwienia polskiej inteligencji.
Następnie (koniec roku 1941 i rok 1942) Oberländer był organizatorem i pierwszym dowódcą Oddziału Specjalnego Bergmann. Współpracował wówczas blisko z gen. Ernstem Köstringiem. W latach 1942 i 1943 opracował dwa memoriały, w których sprzeciwiał się polityce Ericha Kocha wobec Ukraińców, prowadzonej w Reichskommissariat Ukraine. W czerwcu 1943 opracował memorandum Przymierze czy eksploatacja nt. polityki niemieckiej na Wschodzie. Heinrich Himmler chciał go postawić za to przed sądem wojennym. Uratowała go przed tym interwencja Köstringa. Oberländer musiał jednak zrzec się komendy nad Oddziałem Bergmann i został zwolniony ze służby w Wehrmachcie. Do roku 1945 pracował na uniwersytecie w Pradze. W listopadzie 1944 zgłosił się ochotniczo do Wehrmachtu i został przydzielony do sztabu łącznikowego Wehrmachtu z dowództwem ROA i gen. Andriejem Własowem.

### Okres powojenny
W końcowych dniach wojny trafił do niewoli amerykańskiej, z której został zwolniony w 1946. Po wojnie zawodowy polityk. Początkowo FDP (1948), następnie GB/BHE (niem. Gesamtdeutscher Block/Bund der Heimatvertriebenen und Entrechteten – pol.Wszechniemiecki Blok/Związek Wypędzonych i Wywłaszczonych) – bloku ugrupowań ziomkostw, wreszcie (od 1956) CDU. W latach 1953–1960 minister w rządzie RFN. W latach 1953–1961 deputowany do Bundestagu.
Poczynając od końca 1959, KGB przeprowadziło akcję dezinformacyjną w sprawie Oberländera i batalionu „Nachtigall”. Akcja dezinformacyjna KGB nastąpiła po skrytobójczym zabójstwie Stepana Bandery przez agenta KGB Bohdana Staszynskiego (15.10.1959). Po wykryciu w czasie sekcji zwłok w ciele Bandery cyjanku potasu i wykluczeniu w ten sposób naturalnej przyczyny śmierci (na jaką zamach był upozorowany), propaganda sowiecka wskazała na Theodora Oberländera jako rzekomego zleceniodawcę zabójstwa. Motywem miała być chęć usunięcia świadka zbrodni wojennych, za które Oberländer miał być rzekomo odpowiedzialny, w szczególności mordu profesorów lwowskich, którego sprawstwo zostało właśnie wówczas przypisane przez propagandę ZSRR batalionowi „Nachtigall”.
Sąd Najwyższy NRD, w dniu 29 kwietnia 1960, po zaocznym procesie skazał Theodora Oberländera (czynnego ministra w rządzie RFN) za sprawstwo kierownicze w zbrodniach wojennych we Lwowie w lipcu 1941 na karę dożywotniego ciężkiego więzienia i utratę obywatelskich praw honorowych na zawsze.
4 maja 1960 Oberländer musiał ustąpić ze stanowiska ministra do spraw wypędzonych i przesiedleńców w rządzie kanclerza Konrada Adenauera pod naciskiem postawionych w NRD zarzutów „masakry i pogromu, które były skierowane przeciwko komunistycznym funkcjonariuszom oraz ludności żydowskiej i polskiej. Dowodzenie jednostką, która zamordowała grupę polskich profesorów w lipcu 1941”.
W sprawie prowadzonej równolegle w RFN, na podstawie dokumentów przekazanych przez ZSRR, w dniu 30 marca 1961 nadprokurator przy Sądzie Krajowym w Bonn umorzył śledztwo przeciw Oberländerowi w związku z jego działalnością w batalionie „Nachtigall” z braku dowodów winy. W latach 1963–1965 Oberländer był ponownie deputowanym do Bundestagu. Po wycofaniu się z życia politycznego był doradcą koncernu Messerschmitt-Bölkow-Blohm GmbH (MBB).
Po upadku systemu państw satelickich ZSRR w Europie i zjednoczeniu Niemiec, 28 listopada 1993 Sąd Krajowy (niem. Landgericht) w Berlinie, po ponownym rozpoznaniu sprawy, uchylił wyrok Sądu Najwyższego NRD z roku 1960.
W 1958 r. Oberländer został odznaczony Wielkim Krzyżem Zasługi z Gwiazdą i Wstęgą Orderu Zasługi Republiki Federalnej Niemiec.

### Akcja dezinformacyjna KGB w sprawie Oberländera i batalionu „Nachtigall”
Ukraińskie stowarzyszenie „Memoriał” opublikowało na swojej stronie internetowej odtajnione przez SBU dokumenty KGB dotyczące operacji dezinformacyjnej KGB w sprawie Oberländera i batalionu Nachtigall przeprowadzonej na przełomie lat 50. i 60. XX wieku.